# 越南铁路D11H型柴油机车
D11H型柴油机车是越南铁路的液力传动米轨柴油机车车型之一，于1978年至1980年间从罗马尼亚引进了共58台该型机车，由布加勒斯特八月二十三日机车制造厂设计制造，全部配属于越南中部的岘港机务段及投入南北铁路使用。
D11H型柴油机车是一款轨距1,000毫米的单机组液力传动柴油机车，采用双端司机室、内走廊布置的整体承载式车体。机车装用一台西德梅赛德斯-奔驰的MB 820 Dc型高速柴油机，标定功率为1,100马力。传动系统采用东德皮尔纳液力机械厂制造的GSR 30/5.7 APEEW型液力传动装置。此外，D11H型柴油机车的设计亦与该工厂为保加利亞國家鐵路制造、适用于760毫米窄轨铁路的保加利亚国铁76型柴油机车十分相似。1990年代初，越南铁路利用德国复兴信贷银行提供的资金，对部分铁路机车开展现代化改造计划以延长其使用寿命，其中，15台D11H型柴油机车换装了新的MTU 12V396 TC14型柴油机。

## 参看
- 布加勒斯特八月二十三日机车制造厂（英语：FAUR）
- 保加利亚国铁76型柴油机车